# دامون ستودامير
دامون ستودامير (بالإنجليزية: Damon Stoudamire) مواليد 3 سبتمبر 1973 في بورتلاند، هو لاعب كرة سلة أمريكي سابق تحول إلى التدريب بعد الاعتزال بدأ مسيرته الاحترافية في سنة 1995 وحمل الرقم 20 و3. يبلغ طوله 5 قدم 10 بوصة (1.8 م). اعتزل اللعب في 2007.

## فرق لعب لها
- تورونتو رابتورز
- بورتلاند ترايل بلايزرز
- ميمفيس غريزليس
- سان أنطونيو سبرز

## روابط خارجية
- دامون ستودامير على موقع إن بي أي (الإنجليزية)
- دامون ستودامير على موقع سبورتس رفرنس (الإنجليزية)
- دامون ستودامير على موقع كرة السلة الأوروبية.كوم (الإنجليزية)
- دامون ستودامير على موقع كلية كرة السلة في سبورتس رفرنس.كوم (الإنجليزية)
- دامون ستودامير على موقع ريلجم (الإنجليزية)
- دامون ستودامير على موقع بروبوليرز (الإنجليزية)
- دامون ستودامير على موقع سبورتس رفرنس (الإنجليزية)
- دامون ستودامير على موقع كلية كرة السلة في سبورتس رفرنس.كوم (الإنجليزية)